# Le Masque de la Méduse
Pour plus de détails, voir Fiche technique et Distribution.
Le Masque de la Méduse est un film d'horreur français réalisé par Jean Rollin en 2009 et uniquement projeté dans les cinémathèques françaises en 2010.

## Synopsis
Méduse a perdu la mémoire, victime d'un sort que lui a jeté sa sœur Euryale. Elle erre dans des lieux dont elle se souvient par bribes et finit par arriver au Théâtre du Grand Guignol, où se cachent Euryale devenue aveugle et Sthéno, la plus jeune des trois gorgones, réduite à l'état animal. Le gardien du théâtre et le collectionneur vont assister au dernier combat des deux sœurs. Sthéno, seule survivante, recouvre la parole et s'installe dans les sous-sols du Cimetière du Père-Lachaise. Mais elle s'ennuie et se prend d’amitié pour Cornelius, une jeune promeneuse.

## Thème et contexte
Le Masque de la Méduse est une variation moderne sur le thème antique du mythe de la Méduse.

## Fiche technique
- Titre : Le Masque de la Méduse
- Réalisation : Jean Rollin
- Scénario : Jean Rollin
- Image: Benoit Torti
- Montage : Janette Kronegger
- Décors : Béatrice Ferrand - Jennifer Charbit - Johann G. Louis
- Effets spéciaux : Pierre-Emmanuel Kaas et Aurélien Poitrim.oult
- Producteur : Anais Bertrand - Insolence productions
- Musique : Philippe d'Aram
- Durée : 75 minutes (1 h 15)
- Pays :  France
- Date de sortie : pas de sortie en salle[réf. nécessaire]
- Date officielle : 2010
- (fr) Visa d'exploitation no 126319 délivré par le CNC

## Distribution
- Jean-Pierre Bouyxou : le Gardien
- Bernard Charnacé : le Collectionneur
- Marlène Delcambre : Steno
- Sabine Lenoël : Euryale
- Delphine Montoban : Cornelius
- Juliette Moreau : Juliette
- Agnès Pierron : la colleuse d'affiche au Grand-Guignol
- Gabrielle Rollin : la petite musicienne
- Jean Rollin : l'homme qui enterre la tête
- Marie-Simone Rollin : Méduse

## Autour du film
- Beaucoup de critiques ont considéré que La Nuit des horloges (2007), véritable film-testament, serait la dernière réalisation de Jean Rollin. Pourtant, après avoir tourné le Masque de la méduse en 2009, il annonce qu'il travaille sur un nouveau film avec Sabine Lenoël et Marlène Delcambre pour 2011. Il décède avant d'entamer ce projet.
- Destiné à accompagner le tirage limité des Écrits complets, volume 1 de Jean Rollin (Édite, 2010, 150 exemplaires), le film n'est pas sorti en salle. Il a toutefois été projeté à la Cinémathèque française à Paris et à la Cinémathèque de Toulouse. Aucune autre version n'a été commercialisée à ce jour.

L'un des rôles principaux est tenu par la comédienne Marlène Delcambre, qui joue également dans le film fantastique à sketches A Very Very Snuff Movie, de Richard J.Thomson.